# WestJet Encore
WestJet Encore est une compagnie aérienne régionale fondée par la low cost WestJet Airlines, dont le premier vol s'est effectué le 24 juin 2013. Basée à l’Aéroport international de Calgary, sa flotte est composée uniquement de Bombardier Dash-8 Q400, et ses vols sont réservables depuis le site internet de sa maison-mère.

## Histoire
WestJet annonce en février 2012 le lancement d’une filiale spécialisée dans la desserte de petites communautés canadiennes, avec une flotte censée atteindre 45 Bombardier Q400. L’ouest du pays sera le premier desservi, et les autres régions neuf mois plus tard. Les premières destinations sont dévoilées en février 2013, avec des vols vers Fort St. John et Nanaimo en Colombie Britannique, entre Vancouver et Victoria ou vers Grande Prairie en Alberta. Son permis d’exploitation est délivré le 12 juin 2013 par Transports Canada.

## Destinations
WestJet Encore propose en 2013 une dizaine de destinations :

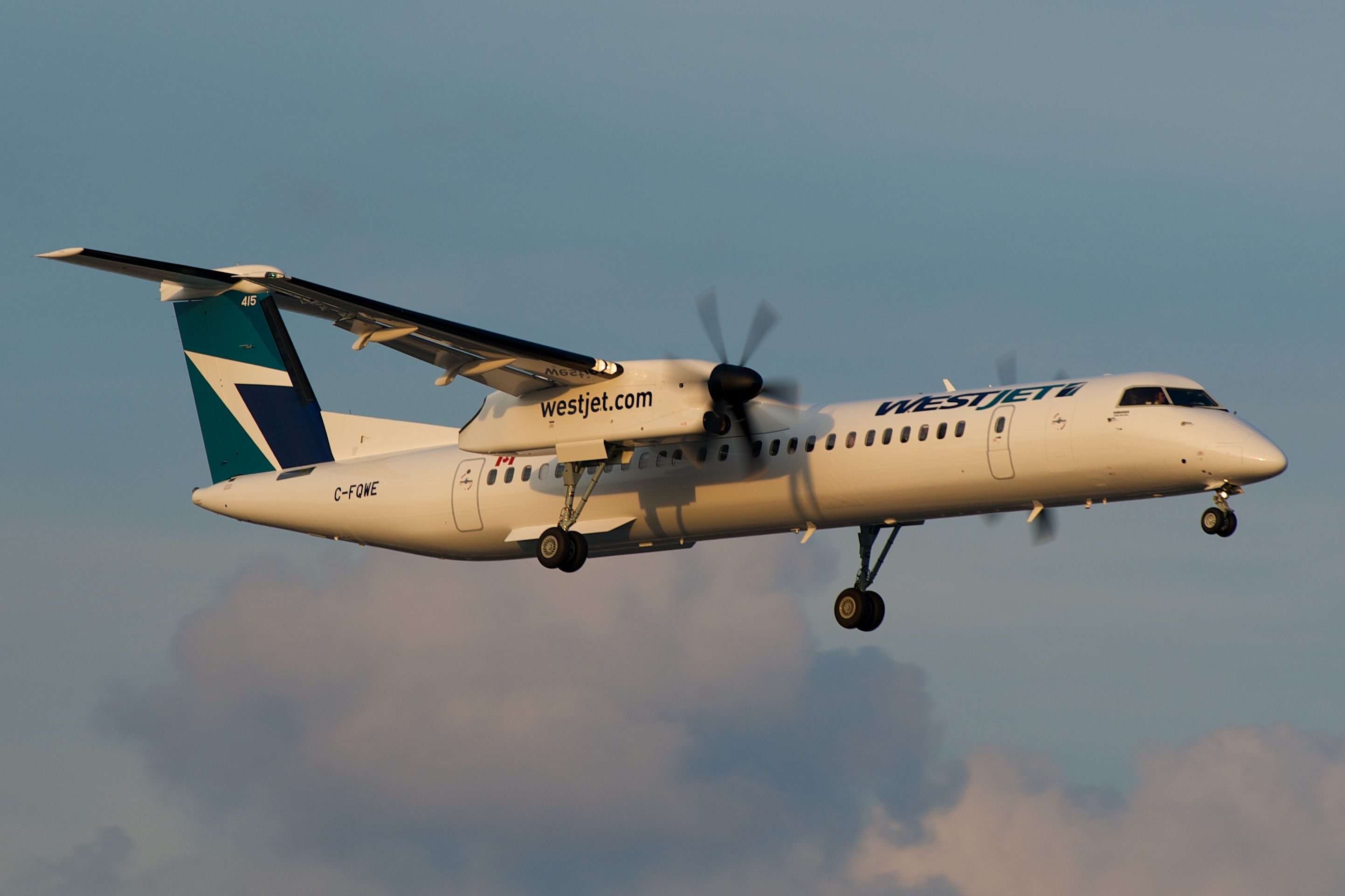
Bombardier Dash-8 Q400, (C-FQWE) de WestJet Encore à l'approche de l'aéroport de Toronto

## Flotte
Au mois d' avril 2025, la flotte de WestJet Encore compte les appareils suivants: